# 圣阿维德维亚拉尔
圣阿维德维亚拉尔（法語：Saint-Avit-de-Vialard，法語發音：[sɛ̃.t‿avi də vjalaʁ]）是法国多尔多涅省的一个市镇，属于萨拉拉卡内达区。

## 地理
圣阿维德维亚拉尔（44°56'35"N, 0°52'7"E）面积8.45 平方千米，位于法国新阿基坦大区多爾多涅省，该省份为法国西南部内陆省份，是法國本土面积第三大的省，大致对应佩里戈尔地区，北起顺时针与夏朗德省、上维埃纳省、科雷兹省、洛特省、洛特-加龙省、吉倫特省和滨海夏朗德省接壤。
与圣阿维德维亚拉尔接壤的市镇（或旧市镇、城区）包括：茹尼亚克、勒比格、波纳、卢伊尔河-科多河谷村。

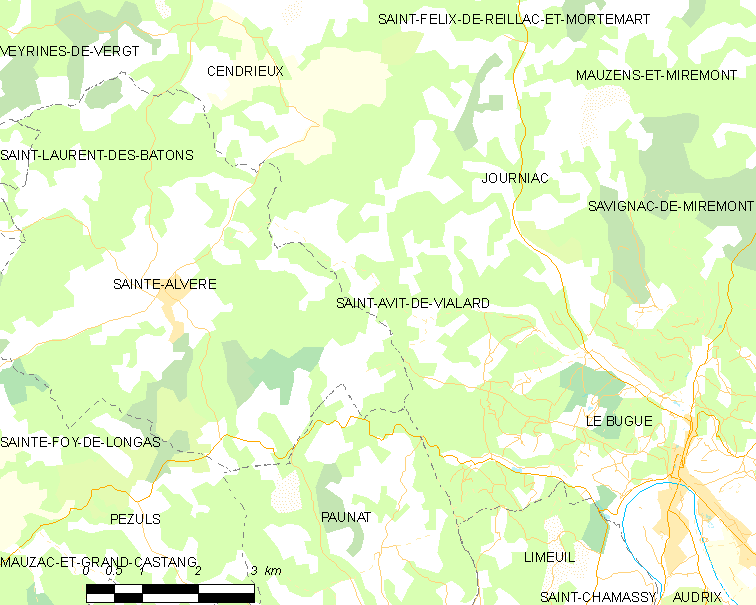
圣阿维德维亚拉尔的OSM定位图

圣阿维德维亚拉尔的时区为UTC+01:00、UTC+02:00（夏令时）。

## 行政
圣阿维德维亚拉尔的邮政编码为24260，INSEE市镇编码为24377。

## 政治
圣阿维德维亚拉尔所属的省级选区为人谷县。

## 人口

1962-2008年间圣阿维德维亚拉尔人口变化图示

圣阿维德维亚拉尔于2022年1月1日时的人口数量为151人。